# Међународни дан жена и девојака у науци
Међународни дан жена и девојака у науци годишњи је међународни догађај који се обележава 11. фебруара.
Установљен је 22. децембра 2015. на Генералној скупштини Уједињених нација (УН). Циљ његовог обележавања је подстицање жена и девојака да се баве науком и каријером у научном раду.

## Настанак
У поређењу са својим мушким колегама, жене су недовољно заступљене у области науке и технологије. Између 1960-их и 1980-их, број жена које су стекле научне и инжењерске дипломе стално се повећавао на америчким универзитетима, међутим достигао је неочекивани плато од 1980-их. Студија у Великој Британији из 2013. истраживала је да постоји стална недовољна заступљеност жена у МИНТ областима и да је у претходних 25 година било мало промена у учешћу жена у науци и технологији. Даље, друштвене препреке, укључујући очекивање жена да буду код куће, ране бракове и дискриминације на тржишту рада, упорне су у спречавању жена у регионима у развоју широм света, као што су Африка, Јужна Азија и Кариби, да се не баве само науком и технологијом, него и образовањем.
У данашње време ове препреке за учешће су и даље упорне и присутне као друштвене баријере. Студија из 2013. у Уједињеном Краљевству истраживала је друштвене препреке за учешће након обавезног узраста за учешће у науци (посебно физици) и утврдила да постоје свеприсутне родне предрасуде, при чему је мање вероватно да ће девојчице бити подстицане да уче физику од стране својих наставника, породице и пријатеља.
Широм света такође постоје регионалне разлике у одређеним препрекама за учешће жена у науци. У Сједињеним Државама је откривено да су мањи упис и привлачност научном образовању преко читавог процеса резултирали мањим учешћем жена. Ово се разликовало од арапског света, где је упис у научно образовање посебно висок, чинећи удео од шездесет до осамдесет процената од укупног броја уписаних, али су каријерне и друштвене баријере спречавале даље учешће.

### Усвајање од стране УН-а
Идеја за Међународни дан жена и девојака у науци потекла је од Комисије Уједињених нација за статус жена. На 55. заседању комисије, 14. марта 2011. године, усвојен је извештај са закључцима о приступу и учешћу жена и девојака у образовању, науци и технологији, као и о промовисању равноправног положаја запошљавању жена и условима рада у овим областима. Генерална скупштина УН усвојила је децембра 2013. резолуцију о науци, технологији и иновацијама у којој је наведено да је пуна и једнака доступност и учешће у науци, технологији и иновацијама за жене и девојке свих узраста императив за постизање родне равноправности и оснаживање жена и девојака у овим подручјима.

## Положај жена у науци
Жене су глобално и даље мање плаћене, ређе напредују, добијају мање пројеката и чешће напуштају каријеру у науци од мушкараца који су једнако квалификовани.
Према Унесковим истраживањима, само око 30% девојака бирало је студије на подручју STEM-а (математика, инжењерство, технологија и наука, МИНТ) у периоду од 2014. до 2016. године.
На основу глобалних статистика, врло мали број девојака студира информационо-комуникационе технологије (3%), природне науке, математику и статистику (5%) и инжењерство (8%).
Сматра се да су главни разлози да оволико мали број девојака бира студије STEM-а устаљени стереотипи који девојке удаљавају од поменутих подручја.
Србија се, с приближно 40% жена међу научницима, налази изнад европског просека.